# Frederick Grant Banting
Sir Frederick Grant Banting (Alliston, 14 novembre 1891 – Terranova, 21 febbraio 1941) è stato un fisiologo ed endocrinologo canadese, scopritore dell'insulina insieme a John James Rickard Macleod (con il quale condivise il Premio Nobel), Charles Herbert Best e James Bertram Collip.

## Famiglia
La famiglia Banting, di origine britannica, si era insediata in Canada a partire dal 1842, quando John Banting, partito da Ballyfirm, Irlanda del Nord, vi si era trasferito. Suo figlio, William Banting era un agricoltore e a 25 anni sposò la figlia del gestore del mulino, Margaret Grant. Dalla loro unione nacquero sei figli: Nelson, Thompson, Keneth, Alfred (che morì in tenera età) Esther e, poco dopo aver acquistato la fattoria di Simocoe country, nei pressi di Alliston, Ontario, Frederick. I Banting erano grandi lavoratori e assidui frequentatori della chiesa Metodista. William era un uomo tollerante, taciturno, ma ben voluto, al punto da essere spesso chiamato per risolvere controversie tra vicini, mentre Maggie era una madre affettuosa e, nonostante lavorasse molto, trovava sempre del tempo da dedicare alla lettura insieme al marito.

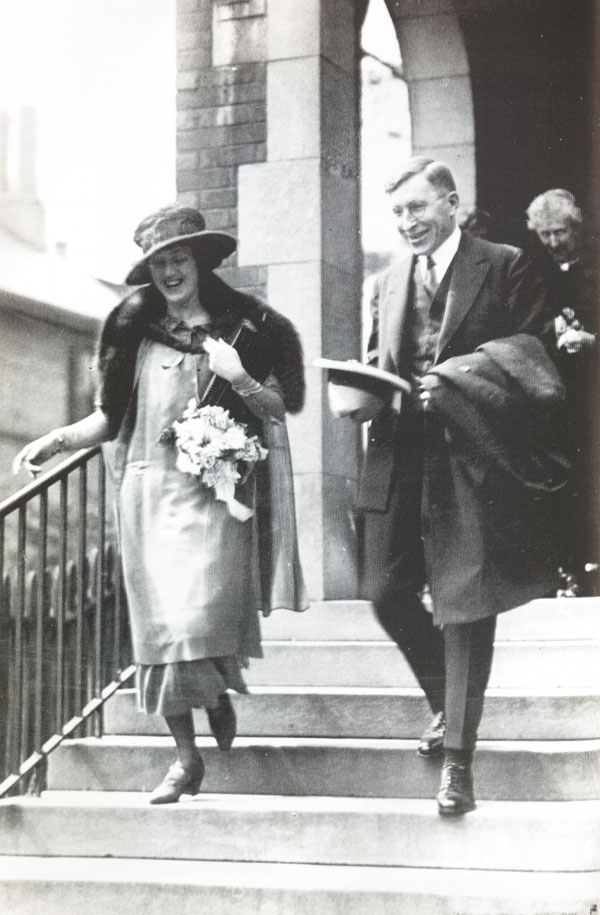
Il giorno delle nozze con Marion Robertson

## Infanzia
L'infanzia di Fred fu caratterizzata dalla solitudine poiché non aveva amici della sua età e i fratelli erano tutti molto più grandi. Gli animali della fattoria furono, quindi,  il suo unico svago fino ai 7 anni, quando iniziò a frequentare la scuola. A causa della sua timidezza incontrò difficoltà nella socializzazione, infatti, non strinse rapporti di amicizia e la prepotenza di alcuni suoi compagni lo terrorizzava. Aveva grossi problemi con lo spelling al punto da avere pessimi voti anche nelle altre materie. A differenza del 90% degli appartenenti alla sua classe sociale continuò gli studi dopo la terza media. Era abitudine della famiglia Banting regalare 1500$ e un cavallo al compimento dei 21 anni. Mentre i fratelli spesero quei soldi per sistemarsi definitivamente all'interno della fattoria, Fred li usò per la sua istruzione. Con il passaggio al liceo avvenne un profondo cambiamento in Fred: iniziò a praticare vari sport, tra i quali il football e il baseball, si arruolò nelle milizie volontarie e conobbe la sua prima ragazza, Isabel Knight. L'insufficienza sia in Francese sia in English composition ostacolarono il raggiungimento del diploma, tuttavia al terzo tentativo riuscì a superare l'esame. La sua carriera universitaria fu orientata all'insegnamento, ma anche la medicina sembrava essere un'opportunità da non sottovalutare.

## Studi universitari
Si iscrisse al General arts course presso il Victoria College di Toronto dove visse in compagnia del cugino Fred Hipwell. Un esame di Francese che non riusciva a superare gli impedì di passare il primo anno, così decise di indirizzarsi verso la facoltà di medicina. Era necessario, però, che terminasse il primo anno ottenendo la senior matriculation. Trascorse l'estate del 1912 a lavorare e i suoi guadagni insieme al regalo del padre gli servirono per mantenersi agli studi. In questo periodo conobbe Edith Roach figlia di un ministro metodista. Nel settembre del 1912 entrò nella facoltà di medicina e il cugino Fred decise di seguirlo (anche se non è chiaro se fu lui a influenzare il cugino o viceversa). Tentò più volte di essere ammesso nell'esercito Canadese, ma la sua richiesta fu sempre rifiutata per un problema agli occhi. Al terzo tentativo fu richiamato e presto promosso a tenente. In quel periodo l'università di medicina condensò il quinto anno di studi all'interno del quarto in modo da poter preparare più velocemente i medici da mandare in guerra. Si laureò, quindi, il 9 dicembre 1917. Subito C.L. Starr lo volle come assistente per i suoi studi sulla sutura dei nervi e con lui rimase per tredici mesi. Nel tempo libero studiava per aumentare le sue credenziali ed essere ammesso come membro nei college di fisiologia o chirurgia. Verso la fine di giugno 1918 fu mandato in Francia per aiutare nelle retrovie ad assistere i feriti che dovevano essere rimandati in patria. Fu trasferito, poi, in prima linea, dove fu ferito da una scheggia che si infilò nell'avambraccio. Fu portato in Scozia e si riprese dopo nove settimane.

## Ritorno in Canada
Nel febbraio del 1919 fu richiamato in Canada al Christine Street Hospital per sei mesi, passati i quali si trasferì al Sick Children's di Toronto per terminare l'apprendistato in Ortopedia. Nel frattempo Edith, nel 1918, si era laureata al Victoria College vincendo la medaglia d'oro in lingua moderna, tuttavia la possibilità di sposarsi sembrava ancora molto remota e il loro rapporto si stava deteriorando. Dopo centinaia di interventi eseguiti e assistiti gli fu tolta la possibilità di rimanere a Toronto a causa dell'ingente numero di chirurghi. Decise, sotto il consiglio di Starr, che LONDON (Ontario) sarebbe stato un ottimo luogo dove cominciare a lavorare. Comprò da un venditore di scarpe locale una grande casa in mattoni, che sembrava perfetta per la sua futura famiglia, anche se per il momento ci viveva da solo e la usava come studio medico. I profitti si fecero attendere a lungo, fino ad ottobre del 1920 i ricavati erano quasi pari a zero e per arrotondare faceva il dimostratore di anatomia e chirurgia alla Western University, dove conobbe Miller, con cui cominciò a lavorare su esperimenti neurologici sui gatti. Le sue spese rimanevano comunque superiori alle entrate e poco dopo Edith lo lasciò riconsegnandogli il suo anello di fidanzamento. Avendo più tempo libero a disposizione decise di dedicarsi alla pittura, tentando anche di vendere i suoi quadri.

## La svolta
La data della svolta fu il 1º novembre 1920 quando Banting dovette sostenere una lezione sulla funzione del pancreas alla Western University. Il giorno prima studiò molto e la sua attenzione cadde su un articolo di Moses Barron che trattava della scoperta di gruppi di cellule differenti da quelle acinose presenti nel pancreas. Banting ebbe un'idea geniale, cioè quella di tentare di isolare il prodotto di quelle cellule (isole del Langerhans) facendo prima atrofizzare quelle esterne che producevano il succo pancreatico che distruggeva l'Insulina, ormone ancora sconosciuto. Riuscì a parlare con J.R. MacLeod, il maggiore esperto in quel campo che gli avrebbe messo a disposizione un laboratorio per la ricerca. Prima di passare al nuovo impiego lavorò un altro anno nel suo studio di London e finalmente aumentarono gli introiti. A settembre si trasferì a Toronto, dove cominciò la sperimentazione con la collaborazione di due assistenti di Macleod: Clark Noble e Charles Herbert Best.

## La scoperta dell'insulina

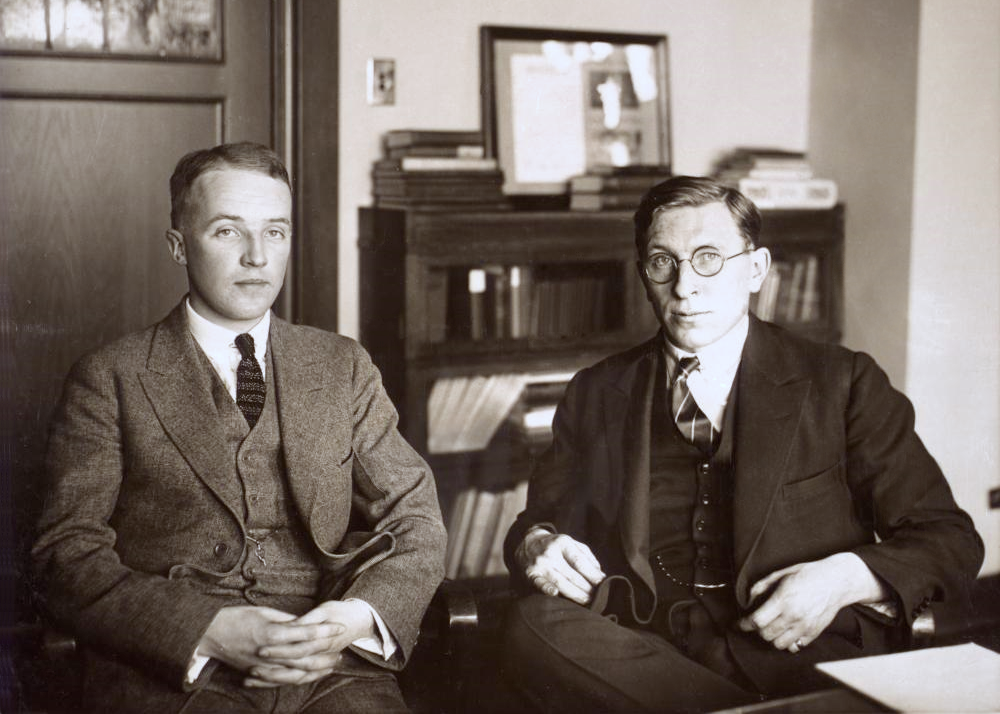
Banting (a destra) con il suo assistente Charles Herbert Best (1924)

Il 17 maggio del 1921 iniziarono gli studi da parte di Banting, Macleod e Best basandosi sulle ricerche del medico e scienziato rumeno Nicolae Paulescu. Gli esperimenti consistevano nel legare il dotto pancreatico di un cane e aspettare che le cellule acinose degenerassero per poi estrarre il prodotto delle isole di Langerhans e testare su un altro cane, pancreasectomizzato, questo estratto. Gli studi si perpetuarono causando la morte di un numero nettamente maggiore di cani di quanti Macleod avesse inizialmente previsto. C'era una vivace discussione in atto sulla qualità dei laboratori, in quanto parecchie mosche infestavano la sala operatoria causando infezione a molti cani e di conseguenza la loro morte, inoltre la temperatura era altissima e rendeva l'aria irrespirabile. Nonostante i problemi, poco dopo cominciarono ad arrivare i primi esiti positivi, tuttavia la raccolta dei dati era molto confusa. Infatti né Banting né Best erano ricercatori professionisti, quindi non erano in grado di ordinare i dati ottenuti in modo tale che potessero dimostrare i risultati effettivi osservati. I primi cani a riportare dei risultati furono il 406 e il 408 che però morirono dopo poco. Il 92 sopravvisse per 20 giorni. Il nome che assegnarono all'estratto fu “isletin”. I cani erano sempre più irreperibili e i fondi scarseggiavano, Banting decise di tentare di recuperare l'estratto dal pancreas fetale dei vitelli. L'idea funzionò e così si ottennero riserve “infinite” di ormone da prendere al mattatoio. L'attività dell'ormone era permessa dal fatto che il pancreas fetale non produce succo pancreatico. Visti gli ottimi risultati della ricerca, l'équipe si arricchì di altri due membri; uno dei quali fu Collip, esperto biochimico che riuscì ad isolare l'ormone in una soluzione alcolica e a testarlo sui conigli. Furono organizzati vari congressi mondiali ai quali tutti i maggiori medici diabetologi del mondo parteciparono. L'11 gennaio 1922 vi fu la prima sperimentazione umana su un ragazzo di nome Leonard Thompson. Il primo tentativo non produsse risultati apprezzabili. Il secondo, il 23 dello stesso mese sancì la scoperta della cura per il diabete abbassando il suo tasso glicemico ad un livello fisiologico. Collip cominciò ad isolare l'ormone in quantità maggiore, Best studiava l'impatto dell'ormone sulla respirazione dei diabetici e Noble, insieme a Campbell e Fletcher, fu aggiunto per effettuare dei test clinici. Il 3 maggio del 1922 ad un meeting dell'American Association of Physicians a Washington Macleod presentò per la prima volta l'ormone scoperto con il nome di insulina.
Dopo il successo Banting fu messo da parte fino a metà marzo del 1922 quando Collip non fu più in grado di produrre insulina attiva. Dopo due mesi di sperimentazioni, Banting e Best riuscirono a produrre nuovamente insulina attiva. Verso la metà del 1922 Banting si aprì uno studio privato al 160 Bloor Street West e cominciò il trattamento di pazienti diabetici. Allo stesso tempo cominciò a lavorare alla Christine Street Clinic. Il suo primo paziente curato con la nuova insulina fu Joe Glichrist. La quantità di insulina rimaneva però sempre limitata, nella primavera del 1922 accettarono un'offerta della Eli Lilly and Lamy di Indianapolis per collaborare alla produzione di insulina. Alla fine di giugno gli venne proposto, in collaborazione con Campbell e Fletcher, di condurre una clinica con 32 posti letto al Toronto General Hospital prendendo uno stipendio elevato ma non potendo più assistere pazienti privati. Accettò l'incarico e passò l'attività privata a Fred Hipwell. Una volta scoperta l'insulina, bisognava capire come dosarla e così iniziò a trattare Elizabeth Hughels con una dieta ipercalorica e misurando la quantità di insulina in base ai cibi assunti. I risultati furono incredibili: passò dal peso di 18 kg a 34 kg in poche settimane. Quando mostrò i risultati, i colleghi rimasero sbigottiti e iniziarono a rendersi conto che la “starving-diet” di Allen aveva fatto il suo tempo.

## Premio Nobel
Nel 1923 Banting ricevette il Premio Nobel in Fisiologia e Medicina insieme a Macleod. Divise la sua parte con Best, che a suo dire lo meritava di più rispetto a Macleod. Quest'ultimo, a sua volta, divise la sua parte con Collip. Banting guadagnò moltissima stima come primo canadese ad ottenere fama mondiale per un lavoro scientifico. Nel 1934 Re Giorgio V lo fece cavaliere diventando Sir Frederick Banting.

## Banting Research Foundation
Dopo la sua scoperta dell'insulina, nel 1923 il Parlamento canadese organizzò la Banting Research Foundation per consentirgli di continuare le ricerche. Iniziò a lavorare come Primo professore della ricerca medica. Indirizzò i suoi studi sulla corticale del surrene e cominciò a condurre esperimenti su cani corticosurrenolectomizzati, tentando di ottenere estratti privi di adrenalina. Gli innumerevoli esperimenti non portarono a risultati soddisfacenti. Qualsiasi tentativo rimase vano. Spostò allora la sua attenzione sullo studio dei tessuti tumorali, ma anche questa volta non riuscì a giungere ad alcuna conclusione.Nonostante gli insuccessi nella ricerca questi furono gli anni più belli della sua vita.

## Gli ultimi studi e la morte prematura
Con lo scoppio della seconda guerra mondiale nel 1939 Banting decise di impegnarsi insieme a Bill Franks nello studio dei "black-out" dei piloti soggetti a grossa forza G. Iniziarono a lavorare per la RCAMC ed ebbe un ruolo importante nella produzione di tute-G usate per proteggere i piloti della RAF. Il 21 febbraio del 1941 era a bordo di un Lockheed Hudson bomber che doveva affrontare la traversata Atlantica per raggiungere l'Inghilterra ma il motivo del viaggio ancora non è chiaro. Si suppone che dovesse incontrare le controparti e convincerle ad usare le armi biologiche solo come ultima spiaggia in caso di invasione tedesca dell'Inghilterra. Un'altra ipotesi fu la costante richiesta di Banting di lavorare in prima linea; richiesta che più volte non era stata accolta dagli ufficiali canadesi che lo reputavano più utile nelle retrovie. L'aereo cadde, Banting sopravvisse all'impatto ma la clavicola sinistra gli aveva bucato un polmone, riuscì ad uscire dall'aereo e fare pochi passi nella neve prima di crollare a terra esanime. Si dice che prima di morire sia riuscito a salvare la vita al pilota dell'aereo, gravemente ferito anche lui.
Frederick Grant Banting è sepolto nel Mount Pleasant Cemetery di Toronto.

## Curiosità
- Gli fu attribuita una Military Cross per il valore dimostrato in guerra[23].
- Si dice che, in memoria della sua enorme forza di volontà, prima di morire fu in grado di curare le ferite del pilota.
- Dal primo matrimonio ebbe un figlio, William Banting. William lavorò per la Canadian Broadcasting Corporation mantenendo sempre una certa distanza dall'eredità del padre. Morì nel 1998.
- La fattoria Banting fu donata dal lontano nipote Edward nel 1994 alla Ontario Historical Society.